# Vilhelm Carlheim-Gyllensköld
Vilhelm Carlheim-Gyllensköld, född 17 oktober 1859 i Stockholm, död där 13 december 1934, var en svensk fysiker. 

## Biografi
Carlheim-Gyllensköld blev 1877 student och 1896 filosofie doktor i Uppsala, deltog i 1882–1883 års svenska polarexpedition till Spetsbergen, där han särskilt studerade norrskensfenomenen, tjänstgjorde 1894–1897 vid astronomiska observatoriet i Stockholm, deltog i den förberedande resan inför den Svensk-ryska gradmätningsexpeditionen till Svalbard 1898 och blev samma år sekreterare i kommittén för svensk-ryska gradmätningen. Han var 1907–1911 docent i fysik vid Stockholms högskola och 1907–1910 tillförordnad professor i ämnet samt föreståndare för högskolans fysiska institut, till vars moderna utrustning han verksamt bidrog. Han blev 1907 ledamot av Vetenskapsakademien, fick 1911 professors namn och var från 1910 ledamot av Vetenskapsakademiens Nobelkommitté för fysik. Han var sekreterare i solförmörkelsekommittén 1914.
Carlheim-Gyllensköld är främst känd för sina jordmagnetiska undersökningar. Han utforskade bland annat magnetiskt södra Sverige och uppmätte magnetiskt järnmalmsfälten vid Kiruna samt publicerade flera artiklar på franska i bland annat "Vetenskapsakademiens handlingar". Han blev 1897 ledamot av Internationella permanenta kommittén för jordmagnetism i Paris. Bland hans skrifter märks vidare den populärt hållna På åttionde breddgraden (1900) och Beskrifning öfver Stockholms högskolas nya fysiska institut (1911). Han utgav även August Strindbergs "Samlade otryckta skrifter" (två band, 1918-19).
Vilhelm Carlheim-Gyllensköld var son till byråchef Henrik Carlheim-Gyllensköld och grevinnan Ida Carlheim-Gyllensköld, född Wachtmeister af Johannishus. Han var 1898–1904 gift med Lall Bergling och fick med henne sonen Haqvin Carlheim-Gyllensköld. Vilhelm Carlheim-Gyllensköld ligger begravd på Norra begravningsplatsen i Solna.